# Copa de Naciones 2023
La Copa de Naciones 2023 fue la segunda edición de este torneo amistoso de fútbol femenino. Se llevó a cabo en tres ciudades diferentes de Australia del 16 al 22 de febrero y tuvo como participantes a las selecciones de Australia, España, Jamaica y República Checa.
La selección de Australia ganó su segunda Copa de Naciones.

## Equipos
| Equipo          | FIFA Rankings (diciembre de 2022) |
| --------------- | --------------------------------- |
| España          | 7                                 |
| Australia       | 12                                |
| República Checa | 28                                |
| Jamaica         | 44                                |

## Organización

### Sedes
| Industree Group Stadium  | CommBank Stadium | McDonald Jones Stadium |
| Capacity: 20.059         | Capacity: 30.000 | Capacity: 33.000       |
|                          |                  |                        |
| Gosford Sídney Newcastle |                  |                        |

### Formato
Las 4 selecciones jugarán un todos contra todos. Los puntos obtenidos en la fase de grupos seguirán la fórmula estándar de tres puntos para una victoria, un punto para un empate y cero puntos para una derrota. El empate en puntos se resolverá por diferencia de goles.

## Resultados
| Pos. | Equipo           | Pts. | PJ | G | E | P | GF | GC | Dif. |
| ---- | ---------------- | ---- | -- | - | - | - | -- | -- | ---- |
| 1    | Australia (H, C) | 9    | 3  | 3 | 0 | 0 | 10 | 2  | +8   |
| 2    | España           | 6    | 3  | 2 | 0 | 1 | 8  | 3  | +5   |
| 3    | República Checa  | 3    | 3  | 1 | 0 | 2 | 3  | 9  | −6   |
| 4    | Jamaica          | 0    | 3  | 0 | 0 | 3 | 2  | 9  | −7   |

 Fuente: Soccerway

## Partidos
- Los horarios corresponden a la Hora de Verano del Este Australiano (AEDT): UTC+11

| 16 de febrero de 2023, 16:10 | España                                   | 3-0     | Jamaica | Industree Group Stadium, Gosford |                   |
|                              | - Oroz 18' - González 45+2' - Fiamma 78' | Reporte |         | Árbitra: Lara Lee                | Árbitra: Lara Lee |

| 16 de febrero de 2023, 19:10 | Australia                                     | 4-0     | República Checa | Industree Group Stadium, Gosford |  |
|                              | - Raso 48', 55' - Kerr 70' - Polkinghorne 84' | Reporte |                 |                                  |  |

| 19 de febrero de 2023, 14:50 | Jamaica                    | 2-3     | República Checa                                      | CommBank Stadium, Sídney |                         |
|                              | - Brown 42' - Simmonds 55' | Reporte | - Stašková 24' (pen.) - Cahynová 45+4' - Pěčková 90' | Árbitra: Rebecca Durcau  | Árbitra: Rebecca Durcau |

| 19 de febrero de 2023, 18:00 | Australia                                 | 3-2     | España                        | CommBank Stadium, Sídney                               |                                                        |
|                              | - Vine 11' - Polkinghorne 16' - Foord 42' | Reporte | - Carmona 73' - Redondo 90+4' | Asistencia: 17.333 espectadores Árbitra: Asaka Koizumi | Asistencia: 17.333 espectadores Árbitra: Asaka Koizumi |

| 22 de febrero de 2023, 15:00 | República Checa | 0-3     | España                                        | McDonald Jones Stadium, Newcastle |                         |
|                              |                 | Reporte | - González 29', 40' - Del Castillo 84' (pen.) | Árbitra: Rebecca Durcau           | Árbitra: Rebecca Durcau |

| 22 de febrero de 2023, 19:10 | Australia                             | 3-0     | Jamaica | McDonald Jones Stadium, Newcastle |                                |
|                              | - Gorry 28' - Chidiac 56' - Foord 69' | Reporte |         | Asistencia: 9.093 espectadores    | Asistencia: 9.093 espectadores |

## Goleadoras
3 goles
- Esther González

2 goles
- Caitlin Foord
- Clare Polkinghorne
- Hayley Raso

1 gol
| - Alex Chidiac - Katrina Gorry - Sam Kerr - Cortnee Vine - Klára Cahynová - Alena Pěčková - Andrea Stašková | - Jody Brown - Kameron Simmonds - Fiamma Benítez - Olga Carmona - Athenea del Castillo - Maite Oroz - Alba Redondo |